# 西大路三条駅
西大路三条駅（にしおおじさんじょうえき）は、京都府京都市右京区西院今山田町にある京福電気鉄道嵐山本線の停留場。駅ナンバリングはA3。

## 歴史
開業時の停留場名は三条口駅（さんじょうぐちえき）である。これは地域名や町名ではなく、かつて豊臣秀吉により御土居が造成された際、三条大路（現在の三条通）と御土居がぶつかる当地に設けられた、御土居を横切るための出入り口である「三条町入口」に由来するものとされる。

### 年表
- 1910年（明治43年）3月25日：嵐山電車軌道の三条口駅として開業[2]。
- 1918年（大正7年）4月2日：会社合併により京都電燈が経営する嵐山電鉄の停留場となる[2]。
- 1942年（昭和17年）3月2日：路線継承により京福電気鉄道の停留場となる[2]。
- 2007年（平成19年）3月19日：西大路三条駅に改称[2]。

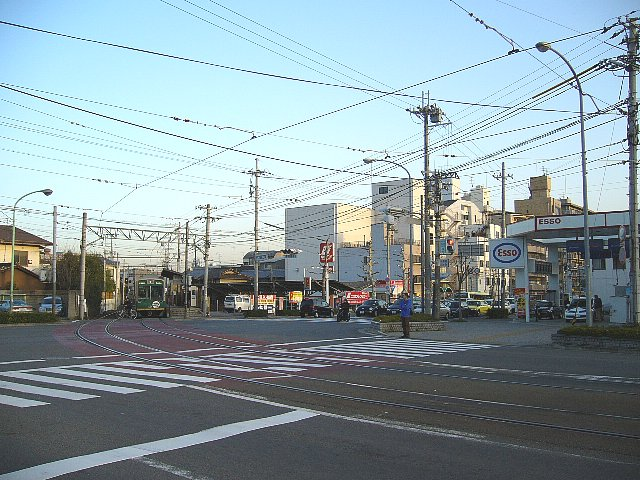
三条口駅時代の下りのりば

## 停留場構造

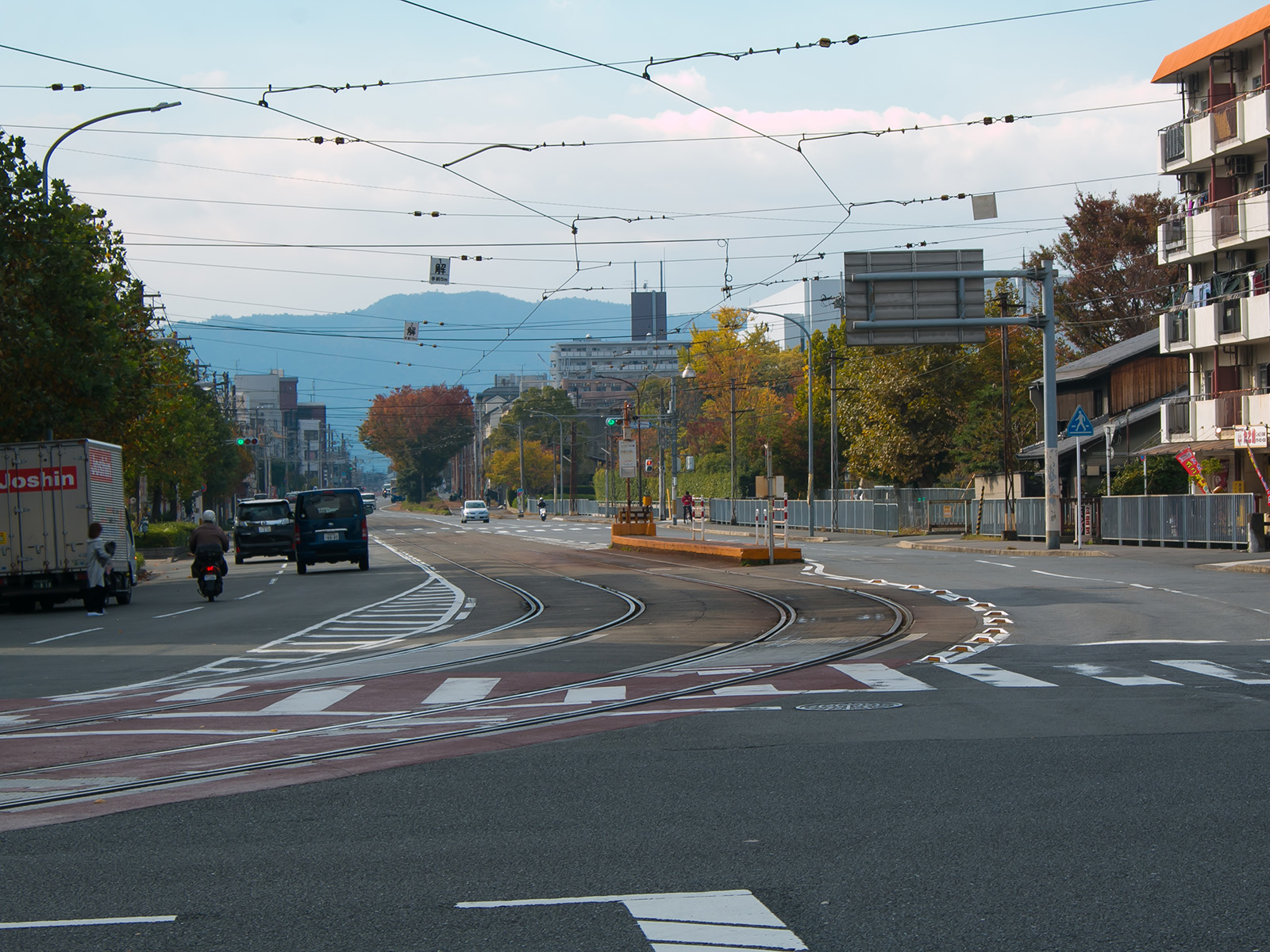
上りのりば（2017年11月）

上り線（四条大宮駅方面）は路面電車の停留所（安全地帯）、下り線は単式ホームで、西大路通をはさんで千鳥式の配置となっている。上り線停留所は信号機の無い横断歩道で三条通北側の歩道と、下り線ホームは西端の階段で西大路通東側の歩道と連絡する。

### のりば
| のりば | 路線      | 方向 | 行先               |
| ------ | --------- | ---- | ------------------ |
| (東側) | ■嵐山本線 | 下り | 帷子ノ辻・嵐山方面 |
| (西側) | ■嵐山本線 | 上り | 四条大宮方面       |

## 停留場周辺
- 京都市立西京高等学校
- 京都両洋高等学校
- 島津製作所
- 日本郵便京都三条口郵便局
- 西大路通
- 三条通
- 京都市営地下鉄東西線西大路御池駅（北へ約400メートル）

## バス路線
京都市バス「西大路三条」停留所が最寄りである。同停留所を経由する路線は下記のとおり。
京都市バス
- 11系統：山越中町 / 三条京阪前
- 26系統：京都駅前 / 山越中町
- 27系統：京都外大前 / 四条烏丸
- 特27系統：京都外大大前 / 光華女子学園前
- 75系統：京都駅前 / 山越中町
- 91系統：大覚寺 / 四条烏丸
- 202系統：九条車庫前（循環）
- 快速202系統：九条車庫前 / 立命館大学前
- 203系統：錦林車庫前（循環）
- 205系統：九条車庫前（循環）
- 快速205系統：九条車庫前
- 快速立命館：（直行）立命館大学前
- 臨系統：西大路四条 / 立命館大学前

## 隣の停留場
京福電気鉄道
■嵐山本線
西院駅 (A2) - 西大路三条駅 (A3) - 山ノ内駅 (A4)
- 括弧内は駅番号を示す。